# Stephen Halliday
Stephen William Halliday (sinh ngày 3 tháng 5 năm 1976) là một cầu thủ bóng đá người Anh đã giải nghệ thi đấu cả sự nghiệp ở vị trí tiền đạo. Sự nghiệp của ông bao gồm thi đấu ở cả Anh và Scotland.
Halliday khởi đầu sự nghiệp tại Hartlepool United, có tổng cộng 167 lần ra sân, ghi 27 bàn. Điều này dẫn đến vụ chuyển nhượng £50.000 đến câu lạc bộ ở Scottish Premier League Motherwell năm 1998. Ông không được đá chính thường xuyên và dần dần được cho mượn sang Carlisle United. Ông bị Motherwell giải phóng năm 2000 và sau đó gia nhập Doncaster Rovers. Chỉ sau 3 tháng ở South Yorkshire, ông rời đi để gia nhập câu lạc bộ vùng Cumbria Carlisle United trong 2 năm trước khi chuyển đến đội bóng non-league Durham City.